# آذريون الماء
آذريون الماء خرعوس (الاسم العلمي: Caltha palustris) هو نوع من النبات المعمر يتبع جنس الخرغوس من الفصيلة الحوذانية.

## الوصف
يعلو النبات من 20 إلى 30 سم. ساقة لحمة، مخططة، مرطاء، جوفاء، نائمة، صاعدة، غالباً ماتكون مغمورة جزئياً بالماء.
أوراقه عابقة اللون الأخضر، كبيرة، لامعة الصفحة، عصارية، قلبية أو كليوية الشكل، مسننة، معنقة.
أوراق الأزهار لاطئة.
الأزهار براقة اللون الأصفر، كبيرة فردية، كأسية الشكل المنبسط خمس كأسيات بتلانية. البتلات معدومة الأسدية عديدة.

## المركبات
بروتو- أنيمونين، فلافونات، صابونينات، عفص، مادة ملونة

## معرض صور

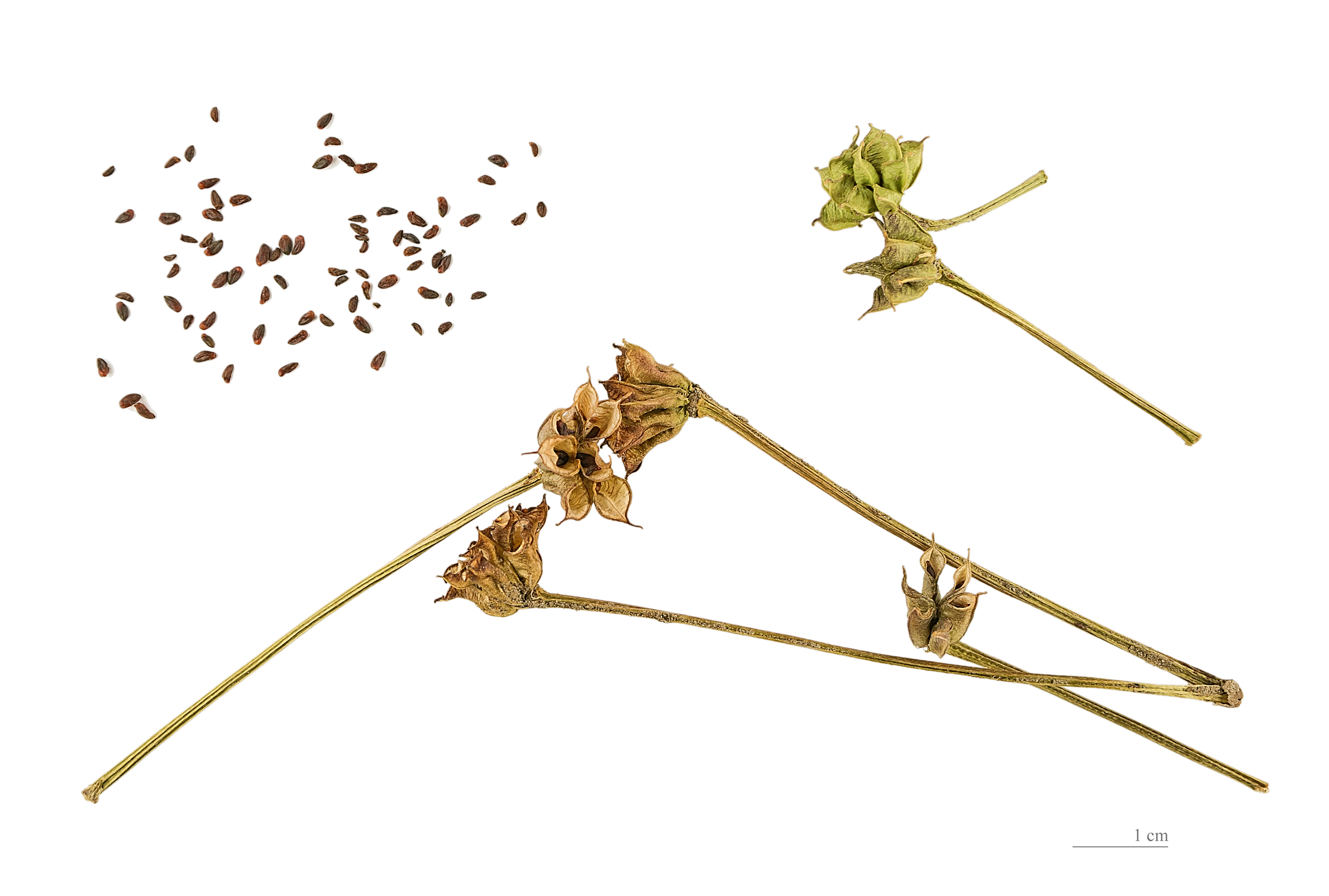
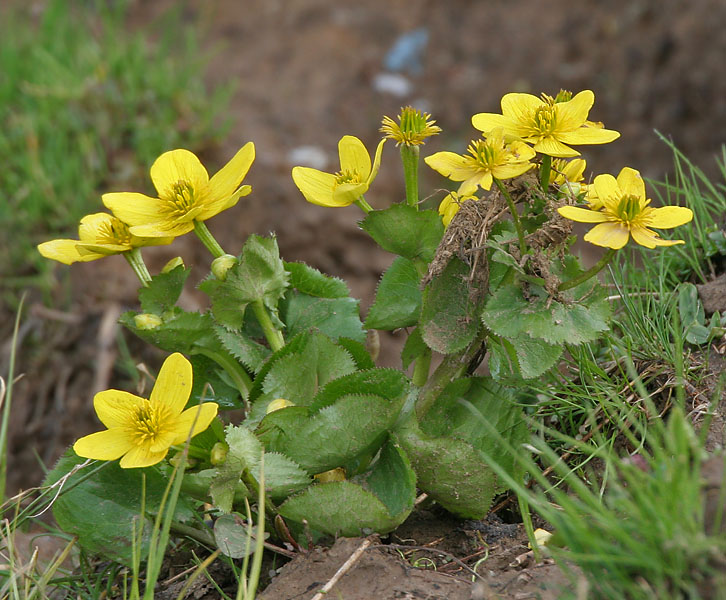
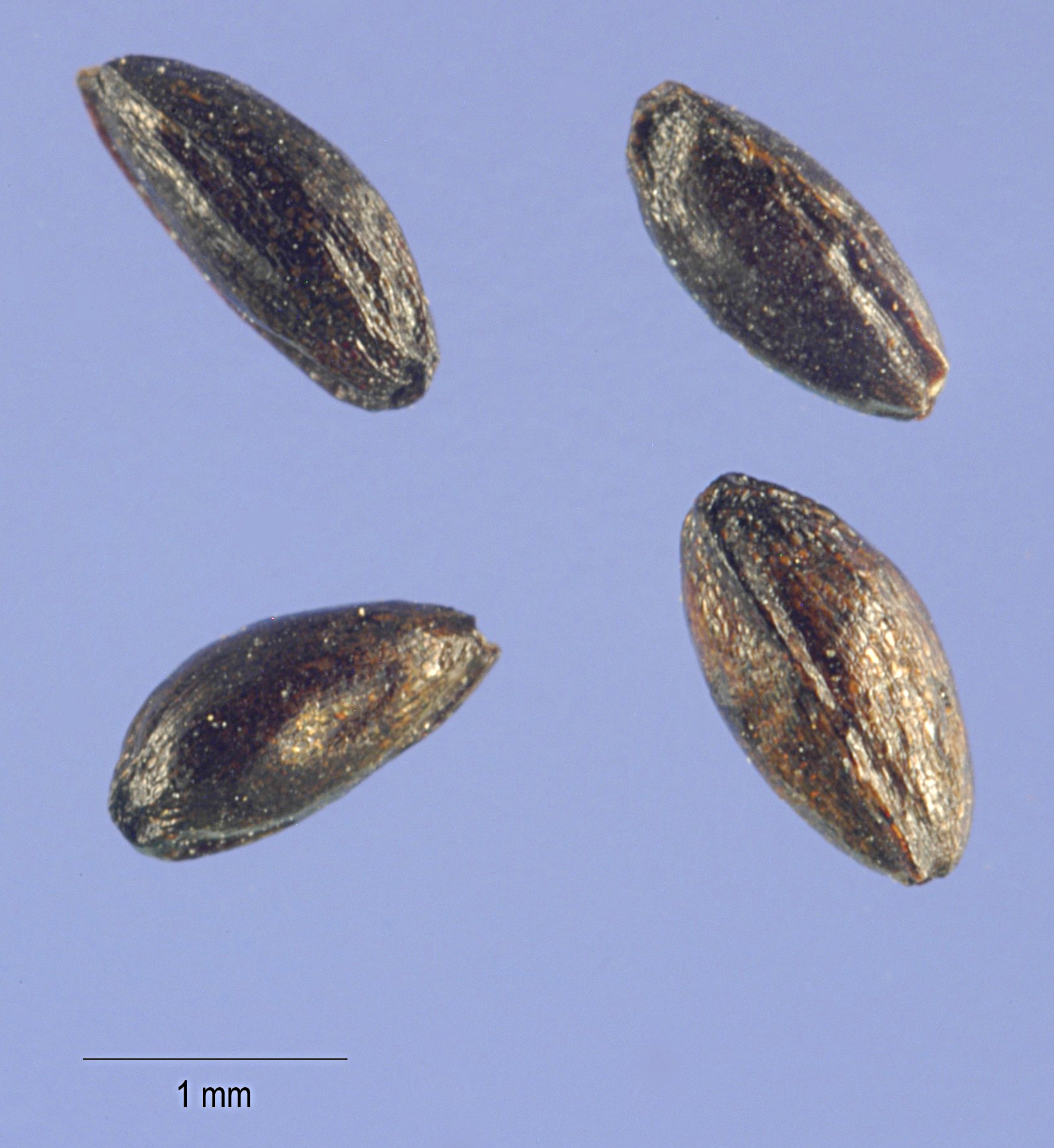
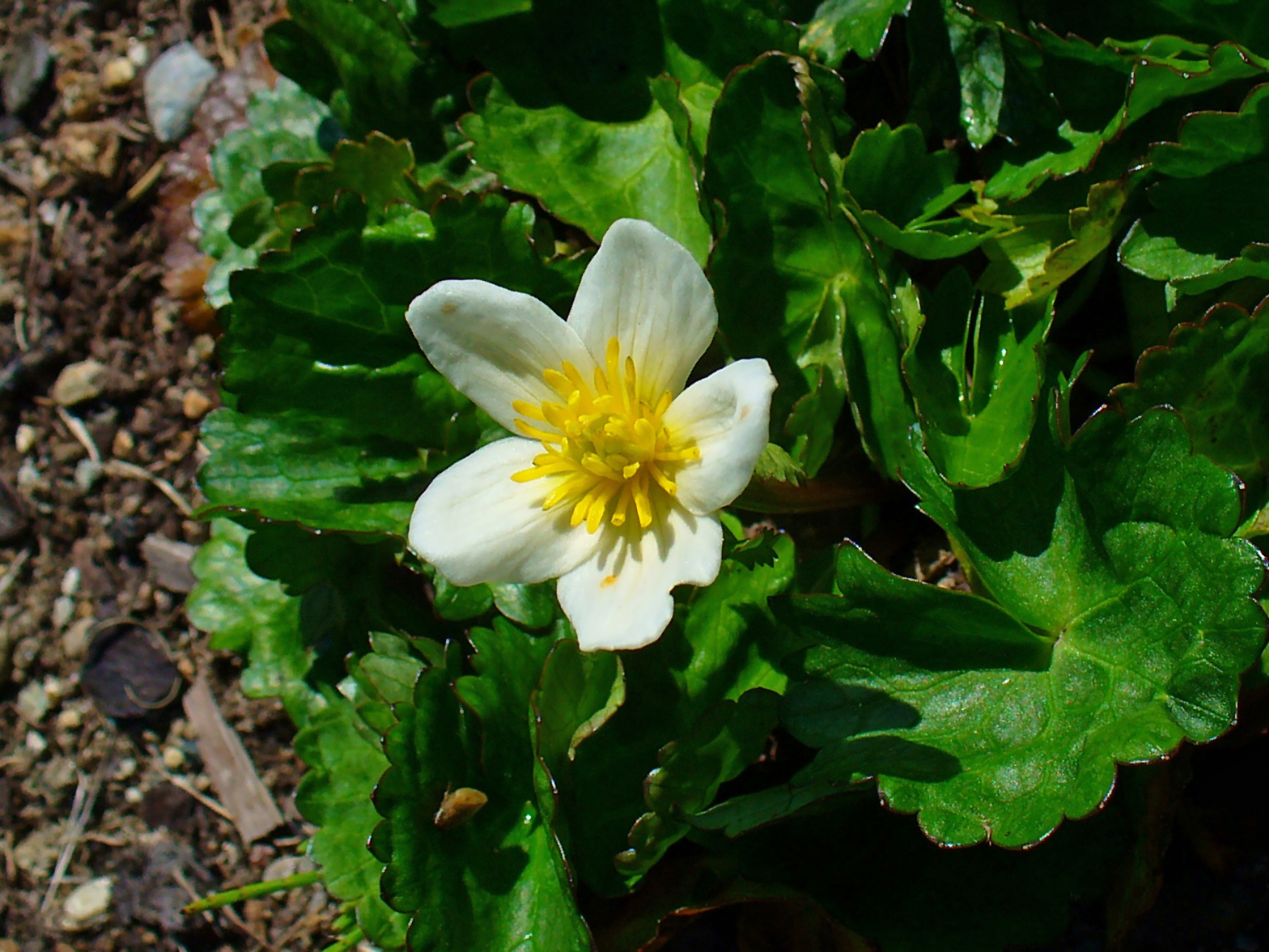
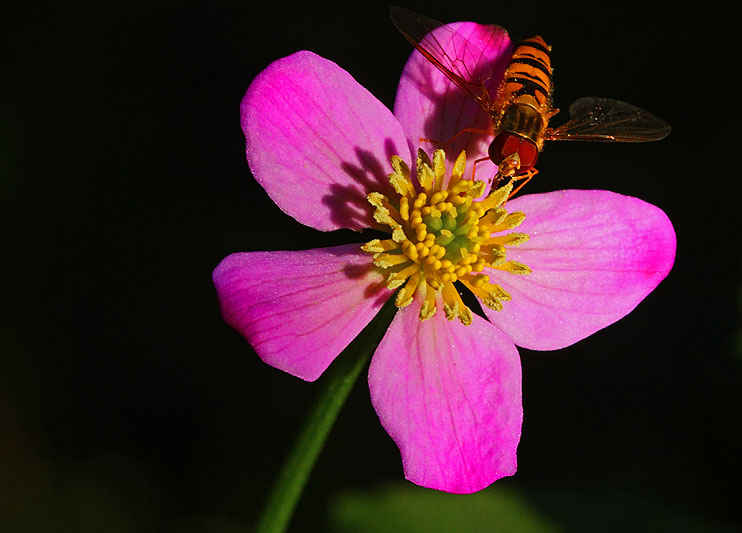